# José Sayovo
José Armando Sayovo (Catabola, 3 de março de 1973) é um atleta paralímpico angolano.
Tornou-se o primeiro atleta a ganhar medalhas para a República de Angola nos Jogos Paralímpicos de Verão, após conquistar três ouros nas provas dos 100, 200 e 400 metros em 2004 em Atenas.
José representou Angola novamente nos Jogos Paralímpicos de Verão de 2008 em Pequim, onde foi o porta-estandarte do seu país na cerimónia de abertura dos Jogos, conquistando três medalhas de prata, nos 100, 200 e 400 metros.
Aos trinta e nove anos, conquistou uma medalha de bronze nos 200 metros e uma medalha de ouro nos 400 metros, nos Jogos Paralímpicos de Verão de 2012 em Londres.